# Peter Kolosimo
Peter Kolosimo, pseudonimo di Pier Domenico Colosimo (Modena, 15 dicembre 1922 – Milano, 23 marzo 1984), è stato uno scrittore e giornalista italiano.
Le sue opere sono state diffuse o tradotte in 60 paesi ed è stato uno degli scrittori italiani più popolari negli anni settanta. È stato, assieme al francese Robert Charroux e al britannico W. Raymond Drake e prima di Erich von Däniken, uno dei primi sostenitori delle teorie pseudoscientifiche dell'archeologia misteriosa e in particolare della teoria degli antichi astronauti, che ipotizza la visita di civiltà extraterrestri sul suolo terrestre in tempi remotissimi.

## Biografia
Nativo di Modena, il padre era generale dei carabinieri originario di Colosimi in Calabria, la madre statunitense, proveniva da Hoboken, New Jersey; Kolosimo studiò e visse a lungo a Bolzano; tutto ciò gli permise di scrivere indifferentemente in italiano, tedesco o inglese. Si laureò in filologia germanica moderna all'Università di Lipsia. Durante la seconda guerra mondiale, come altoatesino, optò per l'arruolamento nella Wehrmacht, da cui tuttavia disertò divenendo partigiano in Boemia fra Plzeň e Písek.
Aderente poi al comunismo di stampo marxista-leninista, dopo la guerra iniziò a lavorare come giornalista e come corrispondente estero per il quotidiano l'Unità. Presente alla proclamazione della Repubblica Democratica Tedesca nell'ottobre 1949, diventò successivamente direttore della stazione Radio Capodistria, venendo in seguito rimosso dall'incarico dalle autorità jugoslave per le sue simpatie filo-sovietiche. Nel frattempo, nel corso degli anni cinquanta, pubblicò alcuni racconti di fantascienza con lo pseudonimo di Omega Jim. Tra la fine degli anni cinquanta ed i primi anni sessanta pubblicò anche nella collana venduta in edicola I Romanzi del Cosmo, e tenne una rubrica fissa nella rivista di astronautica e fantascienza Oltre il cielo, nella quale esponeva le basi delle teorie che avrebbe poi sviluppato nei suoi numerosi libri, a partire da Il pianeta sconosciuto (1957). Intorno al 1960 si accostò al maoismo.
Nel 1961 conobbe la futura moglie Caterina, assieme alla quale pubblicò alcuni degli ultimi libri, e da cui nel 1970 ebbe una figlia, Alessandra. Negli anni sessanta si dedicò alla divulgazione di varie teorie pseudoscientifiche. Secondo i Wu Ming, suoi estimatori, «Kolosimo intercettò la voglia di viaggio e di mistero che pervadeva tutto l'occidente (gli UFO, il triangolo delle Bermude, Uri Geller [...]) e la "dirottò" in una direzione inattesa. Camuffando da saggi divulgativi le sue narrazioni fantascientifiche, [...] creò un grande fenomeno di costume». Nel 1969 Kolosimo vinse il Premio Bancarella con il best seller Non è terrestre, che fu diffuso in oltre 60 paesi tra i quali Russia, Giappone, Cina, rendendolo uno degli scrittori italiani più conosciuti al mondo.
L'editrice SugarCo di Milano pubblicò i maggiori successi dello scrittore nell'apposita collana "Universo sconosciuto". Dal novembre 1972 all'ottobre 1973, sempre le edizioni Sugar pubblicarono la rivista mensile Pi Kappa (dalle iniziali del nome d'arte dello scrittore, che ne fu ideatore e direttore responsabile), che riprendeva i temi da lui sviluppati nei suoi libri, tra cui archeologia misteriosa, parapsicologia, astronautica, ecologia ed esobiologia. Kolosimo fu anche fondatore e coordinatore dell'Associazione studi preistorici Italia-RDT (ASP). Scrisse inoltre saggi sulla sessuologia (Psicologia dell'eros, 1967; Il comportamento erotico degli europei, 1970), sull'interpretazione dei sogni (Guida al mondo dei sogni, 1968) e sulla storia dell'alchimia (Polvere d'inferno, 1975).
Morì a 62 anni nel 1984 a Milano, dove insegnava presso la Società Umanitaria. Le sue opere furono in parte ristampate negli anni novanta. Dal 2004 Mursia ha acquisito i diritti dell'opera omnia di Kolosimo e ha ripubblicato i suoi testi principali.
Riposa presso il cimitero di Lambrate a Milano.

## Critica
Scrittore molto popolare a livello internazionale nella seconda metà degli anni sessanta e per tutti gli anni settanta fino ai primi anni ottanta, le sue tesi furono riprese da vari scrittori di best seller del controverso filone della "fantarcheologia" o "archeologia misteriosa". 
Secondo lo scrittore statunitense Jason Colavito, Kolosimo avrebbe falsificato documenti, inventato riferimenti bibliografici inesistenti o ne avrebbe falsificata la traduzione, riportando testi di fantascienza come reali.
Il collettivo Wu Ming sostiene che i libri di Kolosimo "erano grande narrativa popolare travestita da saggistica" e vanno letti nel contesto ideologico della sua epoca; lo scrittore infatti "fa parte di un mondo tipicamente seventies, vivente nell'intersezione tra marxismo e scienze “altre”, tra UFO e rivoluzione". «Kolosimo era un marxista-leninista visionario, un comunista duro e impuro. Credeva nella rivoluzione, e pensava che le scoperte sulle origini extraterrestri delle civiltà umane avrebbero contribuito alla nostra consapevolezza. Voleva collegare passato remoto e futuro utopico, e così liberare il mondo. Il suo interesse per i dischi volanti – solo uno dei tanti argomenti di cui si occupò – era nutrito da questa passione politica». La riflessione di Wu Ming su questi temi e quell'epoca è sfociata in un romanzo, Ufo 78 (2022), il cui protagonista, lo scrittore Martin Zanka, è liberamente ispirato a Kolosimo. Le vicende personali e famigliari dei due scrittori sono molto diverse, ma la carriera professionale, la bibliografia e le dichiarazioni pubbliche di Zanka sono dichiaratamente ricalcate su quelle di Kolosimo.

## Opere

### Saggistica
- Il pianeta sconosciuto, SEI, Torino, 1957; SugarCo, Milano, 1969. ISBN 9788842539803
- Terra senza tempo, Sugar, Milano 1964. ISBN 9788842533177
- Ombre sulle stelle, Sugar, Milano 1966. ISBN 9788842534235
- Psicologia dell'eros, Rizzoli, Milano 1967
- Non è terrestre, Sugar, Milano 1968. ISBN 9788842534129
- Guida al mondo dei sogni, Edizioni Mediterranee, Roma 1968
- Il comportamento erotico degli europei, MEB, 1970
- Cittadini delle tenebre, MEB, Torino 1971
- Astronavi sulla preistoria, Sugar, Milano 1972. ISBN 9788842532149
- Odissea stellare, Sugar, Milano 1974. ISBN 9788842542414
- Polvere d'inferno, SugarCo, Milano 1975
- Fratelli dell'infinito, SugarCo, Milano 1975
- Italia mistero cosmico, SugarCo, Milano 1977. ISBN 9788842547013
- Civiltà del silenzio, Salani, Firenze 1978
- Fiori di luna, SugarCo, Milano 1979
- Viaggiatori del tempo, SugarCo, Milano 1981
- I misteri dell'universo, Mondadori, Milano 1982 (con Caterina Kolosimo)

### Romanzi
- Io e l'indiano, Editoriale Corno, Milano 1979
- Fronte del sole o I cavalieri delle stelle (From Outer Space), De Vecchi, Milano 1979 (con Caterina Kolosimo)
- Missione uomo, Dizionari dell'Avventura n.9, Bruno Boggero e Giunti-Marzocco, 1982 (con Oscar Warner)

### Altro
- Pi Kappa, rivista di mistero, archeologia ed esobiologia (direttore), I-II, Sugar, Milano 1972-1973.
- Dimensione X, enciclopedia del mistero (coordinatore), 1-10, Milano 1982.
- Italia misteriosa (curatore), Edipem, Milano 1984.
- Scrutando nel futuro (curatore), Edipem, Novara 1984.
- Da quale mondo vieni?, regia di Mauro Macario, Teatro Erba di Torino, 1978; opera teatrale di fantascienza in tre parti; parte prima: Cristo delle stelle.